# Svetovni program za hrano
Svetovni program za hrano (SPH, angleško World Food Programme, WFP) je podružnica Združenih narodov za pomoč v hrani in največja humanitarna organizacija na svetu, ki se osredotoča na lakoto in varnost preskrbe s hrano. Ustanovljen je bil leta 1961, ima sedež v Rimu, pisarne pa v 80 državah. Po uradnih podatkih WFP v povprečju pomaga 91,4 milijonom ljudi v 83 državah vsako leto. Od leta 2019 se je njegov doseg povečal na 97 milijonov ljudi v 88 državah, največ po letu 2012, in dve tretjini svojih dejavnosti izvaja na konfliktnih območjih.
Poleg nujne pomoči v hrani se WFP osredotoča na pomoč in rehabilitacijo, razvojno pomoč in posebne operacije, na primer izboljšanje odpornosti prehranskih sistemov na podnebne spremembe in politično nestabilnost. Je izvršni član Razvojne skupine Združenih narodov ki si skupaj prizadeva izpolniti 17 ciljev trajnostnega razvoja (SDG) in je prednostno dosegla cilje SDG 2 za "nično lakoto" do leta 2030.
Svetovni program za hrano je leta 2020 prejel Nobelovo nagrado za mir za prizadevanja za pomoč v hrani na konfliktnih območjih.

## Ozadje ideje
WFP deluje v širokem spektru ciljev trajnostnega razvoja, ker pomanjkanje hrane, lakota in podhranjenost povzročajo slabo zdravje, kar posledično vpliva na druga področja trajnostnega razvoja, kot so izobraževanje, zaposlovanje in revščina . 
Pandemija COVID-19 v letu 2020 in zaustavitve sistemov sta povzročila velik pritisk na kmetijsko proizvodnjo, porušila svetovno vrednost in dobavno verigo. Kasneje to odpira vprašanja podhranjenosti in neustrezne preskrbe s hrano za gospodinjstva, ki so bila najrevnejša od njih močno prizadeta.  To je povzročilo "132 milijonov ljudi več zaradi podhranjenosti v letu 2020". 

## Donacije
Dejavnosti WP se financirajo s prostovoljnimi donacijami predvsem svetovnih vlad ter tudi korporacij in zasebnih donatorjev. Leta 2018 je financiranje znašalo 7,2 milijarde ameriških dolarjev, od tega največji donatorji vlada ZDA (2,5 milijarde USD) in Evropska unija (1,1 milijarde USD). Donatorski prispevki so bili večinoma usmerjeni v krizo lakote na najvišji ravni, ki jo vodijo konflikti, manj pa jih je bilo za reševanje izrednih razmer ali strateško delo.

## Organizacija

### Vodstvo in osebje
WPP upravlja izvršni odbor, ki ga sestavljajo predstavniki iz 36 držav članic. David Beasley, prej guverner ameriške zvezne države Južna Karolina, je bil za izvršnega direktorja imenovan marca 2017, potem ko sta ga za petletni mandat skupaj imenovala generalni sekretar OZN in generalni direktor FAO. Vodi sekretariat WFP s sedežem v Rimu . Evropska unija je stalni opazovalec v WPP in kot pomembna donatorka ki sodeluje pri delu izvršnega odbora.

### Logistika
Logistični grozd je medagencijski stalni odbor (IASC) mehanizem za humanitarno usklajevanje, katerega glavna naloga je podpiranje nujnih ukrepov. Eden od enajstih sektorskih usklajevalnih teles je bil ustanovljen z resolucijo Generalne skupščine OZN 46/182 decembra 1991 in razširjen v humanitarni reformi leta 2005 z novimi elementi za izboljšanje zmogljivosti, predvidljivosti, odgovornosti, vodenja in partnerstva.
Logistični grozd zagotavlja storitve usklajevanja in upravljanja informacij za podporo operativnemu odločanju in izboljšanje predvidljivosti, pravočasnosti in učinkovitosti humanitarnih ukrepov.. Zaradi strokovnega znanja na področju humanitarne logistike je IASC za vodilno agencijo za logistični grozd izbral Svetovni program za hrano (WFP). WFP na svojem sedežu v Rimu gosti ekipo za podporo Global Logistics Cluster. WFP deluje tudi kot "ponudnik v skrajni sili", ki ponuja skupne logistične storitve, kadar kritične vrzeli ovirajo humanitarni odziv.

## Dejavnosti
Leta 2008 je WFP koordiniral petletni pilotni projekt Nakup za napredek (P4P). P4P malim kmetom pomaga tako, da jim ponuja možnosti dostopa do kmetijskih trgov in postajanja konkurenčnih akterjev na trgu. Projekt je obsegal 20 držav v Afriki, Aziji in Latinski Ameriki in usposobil 800.000 kmetov za izboljšanje kmetijske proizvodnje, ravnanje po žetvi, zagotavljanje kakovosti, skupinsko trženje, financiranje kmetijstva in sklepanje pogodb z WFP. Projekt je ustvaril 366.000 ton proizvedene hrane in ustvaril več kot 148 milijonov ameriških dolarjev dohodka za svoje male kmete.
Leta 2010 se je WFP na potres na Haitiju leta 2010 odzval z razdeljevanjem pomoči v hrani samo ženskam, saj so izkušnje, pridobljene v skoraj petih desetletjih dela v izrednih razmerah, pokazale, da dajanje hrane samo ženskam pomaga, da se enakomerno porazdeli med vsemi člani gospodinjstva. Programi šolske prehrane v 71 državah pomagajo učencem, da se osredotočijo na učenje, in spodbujajo starše, da pošljejo svoje otroke, zlasti deklice, v šolo.
Leta 2017 je WFP začel program Building Blocks. Njegov namen je razdeliti denar za hrano sirskim beguncem v Jordaniji. Projekt uporablja tehnologijo blokverige za digitalizacijo identitet in beguncem omogoča, da s skeniranjem oči dobijo hrano.
Leta 2020 je WFP na mesec hranil več kot 12 milijonov Jemencev, od katerih jih je bilo 80 % na območjih, ki jih nadzirajo hutijske sile.

### Postopki odzivanja v sili
WFP ima sistem klasifikacij, znan kot postopki odzivanja na izredne razmere, zasnovan za situacije, ki zahtevajo takojšen odziv. Ta odgovor se aktivira v skladu z naslednjimi merili:
1. Kadar trpi človečnost in se domače vlade ne morejo ustrezno odzvati
2. Ugled Združenih narodov je pod drobnogledom
3. Kadar obstaja očitna potreba po pomoči WFP

Klasifikacije odzivanja na izredne razmere so razdeljene na naslednji način: 
- 1. stopnja - Odziv je aktiviran. Sredstva so dodeljena za pripravo odziva lokalne pisarne WPP
- 2. stopnja - Sredstva države zahtevajo regionalno pomoč v nujnih primerih v eni ali več državah / ozemljih
- 3. stopnja (L3) - izredne razmere premagajo lokalne pisarne WPP in zahtevajo globalni odziv celotne organizacije WPP

## Priznanja in nagrade
Svetovni program za hrano je leta 2020 dobil Nobelovo nagrado za mir za leta "za prizadevanja za boj proti lakoti", "prispevek k ustvarjanju miru na prizadetih območjih" in za delovanje kot sila za preprečevanje lakote kot orožja vojne in spopadov. 

### Nenamerne posledice pomoči
Vsesplošno se razpravlja o neto učinkovitosti pomoči, vključno z nenamernimi posledicami, kot sta podaljšanje trajanja sporov in povečanje korupcije.
Kenijski ekonomist James Shikwati je leta 2005 v intervjuju za Der Spiegel dejal, da "pomoč Afriki prinaša več škode kot koristi".  Po mnenju Shikwatija pomoč s hrano povečuje korupcijo, saj imajo lokalni politiki priložnost ukrasti del pomoči fundacije za podkupovanje volivcev ali prodajo pomoči na črnem trgu, kar negativno vpliva na lokalno kmetijstvo .  Shikwati je tudi predlagal, da WFP zagotavlja preveč pomoči v hrani, kar vodi do zmanjšanja proizvodnje lokalnih kmetov, saj "nihče ne more konkurirati Svetovnemu programu ZN za hrano".
s tem pa so nastale težave in tudi prepiri 

### Druge kritike po svetu
Nekatere raziskave so pokazale notranje težave s kulturo v WFP, vključno z nadlegovanjem samih organizatorjev.  

## Seznam vodstva oz. direktorjev
Sledi kronološki seznam tistih, ki so bili izvršni direktor Svetovnega programa za hrano: 
1. Addeke Hendrik Boerma ( Nizozemska), maj 1962 - december 1967
2. Sushil K. Dev ( Indija), januar 1968 - avgust 1968 (vršilec dolžnosti)
3. Franciso Aquino ( Salvador), julij 1968 - maj 1976
4. Thomas CM Robinson ( Združene države Amerike), maj 1976 - junij 1977, vršilec dolžnosti; julij 1977 - september 1977
5. Garson N. Vogel ( Kanada), oktober 1977 - april 1981
6. Bernardo de Azevedo Brito ( Brazilija), maj 1981 - februar 1982 (vršilec dolžnosti)
7. Juan Felipe Yriart ( Urugvaj), februar 1982 - april 1982 (vršilec dolžnosti)
8. James Ingram ( Avstralija), april 1982 - april 1992
9. Catherine Bertini ( Združene države Amerike), april 1992 - april 2002
10. James T. Morris ( Združene države Amerike), april 2002 - april 2007
11. Josette Sheeran ( Združene države Amerike), april 2007 - april 2012
12. Ertharin Cousin ( Združene države Amerike), april 2012 - april 2017
13. David Beasley ( Združene države Amerike), april 2017 - sedanjost